# Dothiorella candollei
Dothiorella candollei är en svampart som först beskrevs av Berk. & Broome, och fick sitt nu gällande namn av Franz Petrak 1923. Dothiorella candollei ingår i släktet Dothiorella och familjen Botryosphaeriaceae.   Inga underarter finns listade i Catalogue of Life.